# Apeadero de Vale do Pereiro
El apeadero de Vale do Pereiro, originalmente denominado estación de Vale do Pereiro, fue una estación ferroviaria de la línea de Évora, que servía a la localidad de Vale do Pereiro, en el ayuntamiento de Arraiolos, en Portugal.

## Historia
Esta plataforma entró en servicio el 5 de septiembre de 1871, como terminal provisional de la Línea de Évora; el tramo siguiente, hasta Venda do Duque, abrió el 10 de marzo de 1873. En 1913, poseía la categoría de estación.
En 1934, la Compañía de los Caminhos de Ferro Portugueses realizó grandes obras de reparación en esta estación, entonces denominada Vale-do-Pereiro.
El tramo entre Évora y Estremoz dejó de ser utilizado por servicios de pasajeros el 1 de enero de 1990, habiéndose continuado los servicios de mercancías hasta el fin de la explotación, en 2009; en 2011, este tramo fue oficialmente abandonado.